# يوم الحكاية العالمي

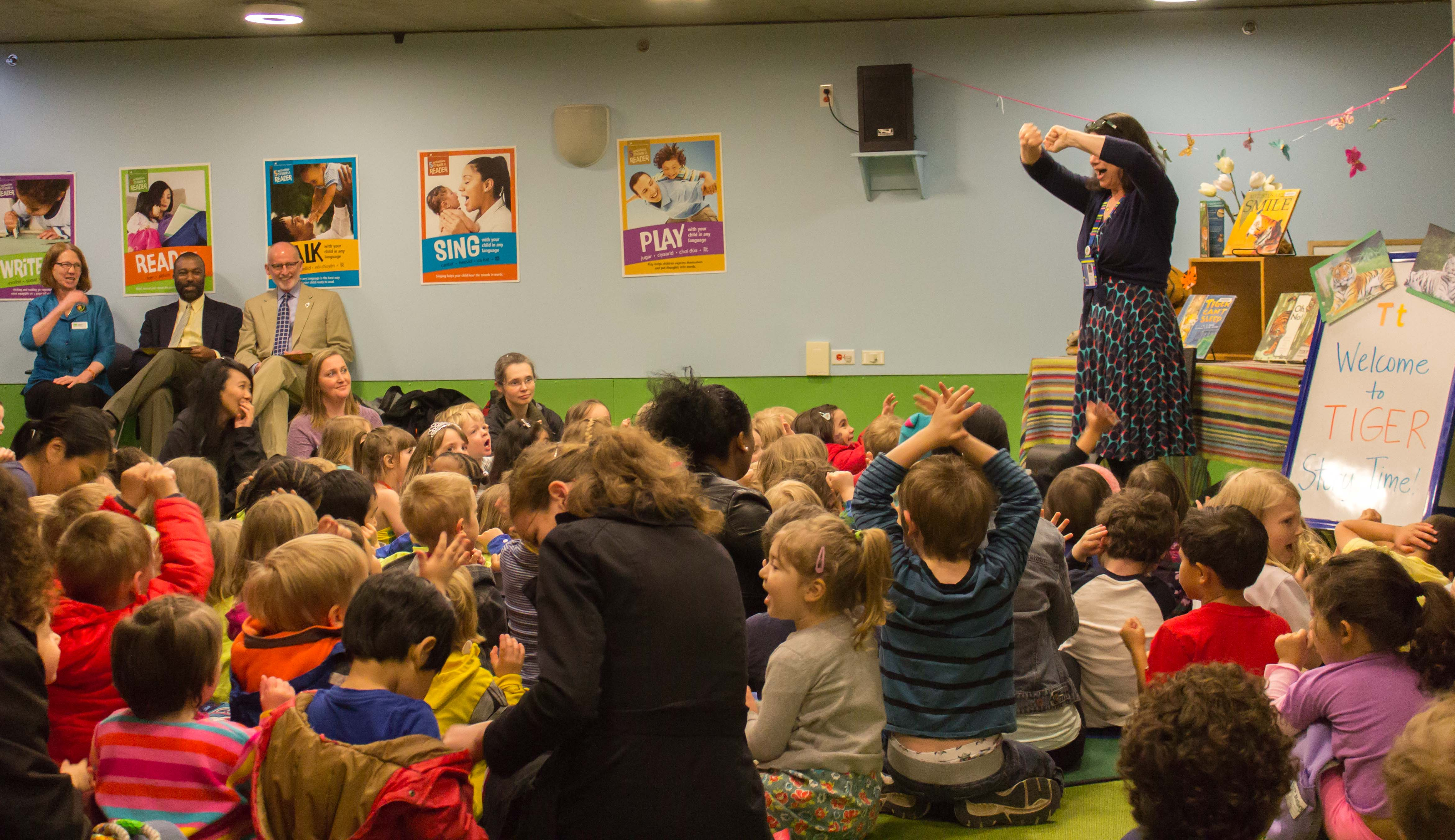
يوم الحكاية العالمي

يوم الحكاية العالمي لقد تمّ الاحتفال بيوم الحكاية العالمي لأول مرة في السويد سنة 1991 وانطلق من هناك إلى دول أخرى في العالم، ففي أستراليا أقيم يوم مماثل سنة 1997 بتنظيم احتفال لمدة خمسة اسابيع وكذلك في المكسيك ودول أخرى في أمريكا الجنوبية، ومن هناك إلى دول أخرى كالنرويج والدنمارك وفنلندا حتى وصل سنة 2006 إلى أكثر من خمسة وعشرين دولة.
في العام 2009 أصبح الاحتفال باليوم العالمي للحكاية في مختلف دول العالم في العشرين من آذار من كل عام وقد تحول هذا اليوم لشهر احتفالات ونشاطات ثقافية وحكايات وسرد قصص في معظم أنحاء العالم من بينها بلدان عربية.